# Nacionalna biblioteka Francuske
Nacionalna biblioteka Francuske (фр. Bibliothèque nationale de France) je nacionalna biblioteka Republike Francuske sa sedištem u Parizu. Njen glavni zadatak je pohrana i umreživanje (digitalizacija) svih knjiga, zbornika, radova, novina, časopisa i ostale štampe obavljene u Francuskoj. Osim građanske namene, odnosno prava svakog francuskog državljanina da pristupi štampanim ili mrežnim izdanjima publikacija, biblioteka ima i namenu čuvanja državnih tajni i poverljivih dokumenata.
Rad biblioteke nalazi se pod upravom Ministarstva kulture, koje ima pravo da imenuje ili razreši dužnosti upravnika i zajedno sa Ministarstvom financija dogovara iznos koji će se iz državnog proračuna izdvojiti za rad biblioteke. Krajem godine, biblioteka izdaje godišnji katalog sa svim pohranjenim i digitaliziranim delima tokom te godine. Početkom 2005. Nacionalna biblioteka Francuske postala je članica Evropske biblioteke zajedno sa bibliotekama 48 drugih evropskih država.
Najbrojnija zbirka knjižne građe jeste starogrčka zbirka koja sadrži 5.000 starogrčkih zapisa i poznatih dela starogrčke umjetnosti i književnosti. Mrežno izdanje kataloga biblioteke sa umreženim zapisima, štampom i književnim delima naziva se Gallica.

## Istorija

### Osnivanje i razvoj
Težnje za osnivanjem nacionalne biblioteke kod Francuza su se javile krajem 13. veka. Procvat kulture i umetnosti u razvijenom srednjem veku podstakli su francuskog kralja Šarla  na osnivanje središnje kulturne ustanove na Luvrovom trgu u Parizu, sedištu tadašnje francuske kulture i umetnosti. Za prvog bibliotekara imenovan je Žil Male, koji se tokom svoga mandata brinuo o 917 rukopisa. Zbirka se dugo vremena nije znatno povećala zbog kraljevog ujaka, Šarla , kasnije i kralja, koji je vredne rukopise izgubio u bitkama sa Britancima. Nakon što se sklonio u Briž, vojvoda od Bedforda, regent kraljevstva pod britanskom upravom, kupio je za svega 1220 funti 1424. godine 120 tomova koji su se nakon njegove smrti 1435. čuvali u 63 različite pisarnice širom Engleske.
U dogledno vreme samo je tokom vladavine Luja  prekinuta rasprodaja rukopisa i knjižna građa je obnovljena i uskladištena na tada najbolji mogući način. Njegov primer sledio je i Šarl VIII, koji je, nasledivši Luja XI na prijestolju, nastavio da kupuje vredne rukopise i povećao kraljevsku zbirku rukopisa i zapisa po uzoru na slične biblioteke u Svetom rimskom carstvu, Ugarskom kraljevstvu, italijanskim kneževinama i Španskom carstvu. Luj  je napravio popis svih rukopisa i tokom svoje vladavine povećao je knjižnu građu i proširio je i na englesku, italijansku i špansku književnost. Tako je pohranio i proglase aragonskih kraljeva i knjige iz milanske biblioteke te zanatske priručnike iz Venecije. U očuvanju knjižne građe, koja je postala i jedan od zadataka kraljeva, istaknuo se kralj Fransoa , koji je osnovao nekoliko područnih biblioteka u severozapadnoj Francuskoj i zakonskim merama iz 1537. propisao rad biblioteke.
Poteškoće u radu biblioteke javljaju se za vreme vladavine {arla , kada se 1568. biblioteka privremeno zatvorena zbog verskih ratova i čestih provala protestanata koji su pokušavali da spale katoličke Biblije. Prvi kralj iz dinastije Burbon, Anri IV, osnivao je u blizini biblioteke univerzitetska odseke i franjevački samostan 1595. i time pomogao u očuvanju starih religioznih zapisa, poput molitvenika i misala na starofrancuskom i latinskom jeziku. Luj  propisao je i propise za zaposlenje bibliotekara te odredio potreban broj državnih službenika za rad u biblioteci. Odobrio je njezino proširenje i izgradio nekoliko pomoćnih zgrada. Njegov naslednik, Luj , osnovao je i posebnu stražu te imenovao prvog čuvara kraljevske zbirke, koji je za propuste mogao odgovarati svojim životom. Za ličnog bibliotekara imenovao je iskusnog savetnika Žan-Pol Bignona. Podelio je biblioteku na pet odelenja s obzirom na pripadnost i vrstu izložaka.

### Francuska revolucija i ponovni procvat
Tek je za vreme vladavine Luja  završena izgradnja dva krila. Nakon što je sama zgrada proširena, prikladno uređena i obnovljena, dobila je naslov državnog dobra i stavljena je pod direktnu državnu upravu. Nakon decenije razvoja, za vreme Francuske revolucije rad biblioteke je uveliko otežan, a broj eksponata je gotovo prepolovljen, jer su brojni stradali u požarima prilikom spaljivanja kraljevskih rukopisa kao „nepodobnih knjiga”, kako je smatrala komunistički nastrojena Pariska komuna. Uprkos nastojanjima i molbama katoličke crkve, koja se zauzimala za očuvanje starih istorijskih rukopisa važnih za crkvenu i francusku istoriju, brzorastuće građanstvo nije marilo za kraljevske proglase i molitvenike na starofrancuskom jeziku.
Nakon krunisanja Napoleona Bonaparte i proglašavanja Prvog francuskog carstva 1804, biblioteka je ponovno otvorena za stalno te su oštećeni rukopisi obnovljeni i pohranjeni u sigurnije komore, koje su izgrađene po carskom nalogu. Iako je omogućio ponovno osposobljavanje biblioteke, Napoleon zbog vojnih troškova nije mogao puno da izdvaja za kupovanu nove knjižne građe. Isprva su ratna osvajanja omogućila proračunski višak koji je korišten za rad kulturnih i naučnih ustanova, nakon niza poraza i pritisaka Svete alijanse i ostataka Evrope ujedinjene protiv naglorastuće Francuske, te konačnog pada, biblioteka ponovo prolazi kroz dve decenije novčane oskudice, zbog koje je većina zaposlenih umesto za novac radila za topli obrok. Nakon Napoleonove smrti, biblioteka je sadržavala 650.000 štampanih knjiga i 80.000 rukopisa.
Prve novčane pomoći biblioteka je dobila početkom 1830-ih kada su njezin rad potpomagale bogate zanatlije, industrijalci i ostatak nekadašnjeg plemstva. I građanski sloj se na sajmovima odricao dela zarade u korist rada biblioteke želeći time da potpomogne kulturni razvitak svoje zemlje. To je omogućilo obnavljanje zbirki novim knjigama i časopisima. Unutrašnjost je delom obnovljena, a neke pomoćne zgrade su proširene za osnivanje novih zbirki i čitaonica. Biblioteka je zauzimala sve važniju ulogu u životu prosečnog francuskog građanina i pripadnika univerziteta koji su ovde mogli i učiti.
Najveći uzlet i svojevrsni preporod biblioteka doživljava 1860-ih, kada je nastojanjima Henrija Labruste biblioteka ponovno proširena i potpuno obnovljena. Nadograđeni su brojni novi sadržaji za posetitelje i otvorene prve muzejske zbirke. Časopisi su takođe dobili svoju zbirku podeljenu prema temama koje su zastupali, bile one političke, sportske, kulturne, naučne ili druge. Kupuju se i primerci knjiga na poljskom, ruskom, mađarskom i holandskom jeziku, a neka dela francuske književnosti prevedena su na nemački i engleski jezik. Država je počela da izdvaja više novaca iz blagajne za rad biblioteke i osnivanje podružnica širom cele zemlje.
Ime biblioteke je 1868. promenjeno u Nacionalna carska biblioteka. Francuski arhitekta Žan-Luj Pascal izradio je nacrte prema kojima je 1875. dovršena izgradnja Ovalne sobe (po uzoru na predsednikov ovalni kabinet u Beloj kući) i veliko stepenište. 1796. biblioteka je imala najviše knjiga od bilo koje druge na svetu, a njena zbirka narasla je za 4.050.000 štampanih dela i 11.000 rukopisa.

### Nova zgrada
Dana 14. jula 1988. tadašnji francuski predsednik Fransoa Miteran najavio je izgradnju nove zgrade za proširenje biblioteke, koja će „svojim izgledom biti jedna od najmodernijih u svetu s namerom da pokrije sva područja ljudskog znanja, i biti izgrađena da, osim tehnološkim izazovima modernog čoveka, služi i kao mesto gde će se čovek moći udaljiti od svakodnevnice, biblioteka koja će moći da surađuje sa ostalim evropskim bibliotekama.” Nacrte za izgradnju nove biblioteke izradio je Dominik Pero, a nemačka firma Telefit je ugradila 6,6 kilometara svoje tehnologije za razvrstavanje knjiga. Time je biblioteka postala prva na svetu sa takvim sistemom. U avgustu 2016. u potpunosti je izgrađena i bežična internetska mreža, koja je u aprilu 2008. otvorena, ali ubrzo je bila zatvorena zbog sigurnosti građana i zdravlja zaposlenih.
Za dizajn nove zgrade biblioteke, arhitekta Dominik Pero dobio je 1996. nagradu Evropske unije za savremenu arhitekturu. Francuska građevinska firma Bouygues izgradila je osnovnu konstrukciju zgrade. Izgradnja nove zgrade bila je propraćena velikim prekoračenjem troškova i brojnim tehničkim poteškoćama vezanima uz dizajn visokogadnje. Stoga je u francuskim i svetskim novinama i listovima zgrada prozvana TGB-om (francuski: Très Grande Bibliothèque; u prevodu „vrlo velika biblioteka” - poruga na francusku željezničku mrežu brzih vozova TGV).
Početkom 2016. biblioteka je brojala 14 miliona knjiga u 4 pariska kompleksa zgrada (Tolbijak, Rišelje, Arsenal, Opera) kao i štampane radove, rukopise, crteže, fotografije, geografske karte, CD izdanja, DVD izdanja, gramofonske ploče, kovanice, medalje, zvučne i multimedijske zapisa. Od 14 miliona predmeta, 3 miliona ih je umreženo na Gallici, mrežnom izdanju biblioteke.

## Zadaci
Nacionalna biblioteka Francuske je javna ustanova u nadležnosti Ministarstva kulture, čiji je rad propisan zakonom i pravilnikom donesenim 3. januara 1924. Prema pomenutoj uredbi odnosno zakonu, zadaci biblioteke su:
- skupljanje i prikladno pohranjivanje kataloga, štampe i knjiga sa svih naučnih područja
- očuvanje pisane nacionalne baštine, dela na francuskom jeziku i dela francuskih književnika
- osiguravanje zbirki predmeta i dokumenata zaštićenih zakonom poštujući uslove o intelektualnom vlasništvu i državne propise
- pohrana Ustava, svih njegovih članaka, izmena i predloga Narodne skupštine i Senata
- objava godišnjeg kataloga sa svim pohranjenim i umreženim (digitaliziranim) delima tokom tekuće godine
- saradnja sa drugim kulturnim i naučnim ustanovama u državi i inostranstvu
- održavanje izložbi, skupova, stručnih usavršavanja, radionica i predavanja o predmetima iz biblioteke (grafike, bakropisi, fotografije i dr.)

Ministar kulture ima pravo smenjivanja i imenovanja upravnika biblioteke te članova predstavničkih veća ukoliko se utvrde bilo kakve nepravilnosti u radu.

## Literatura
- Bibliothèque nationale (France), Département de la Phonothèque nationale et de l'Audiovisuel. The National [Sound] Record[ings] and Audiovisual Department of the National Library [of France]. [Paris]: Bibliothèque nationale, [1986]. 9 p.
- Stam, David H., ур. (2001). International Dictionary of Library Histories. Fitzroy Dearborn. ISBN 978-1-57958-244-9.
- Riding, Alan. "France Detects a Cultural Threat in Google," The New York Times. April 11, 2005.

## Spoljašnje veze
- Zvanični veb-sajt
- Službene stranice
- Gallica, internetska knjižnica
- Gallica, internetska knjižnica

48° 50′ 01″ N 2° 22′ 33″ E / 48.83361° С; 2.37583° И